# В изоляции
«В изоляции» (англ. Into the Forest, дословно — «В лес») — канадский драматический фильм 2015 года режиссёра Патрисии Розема, снятый по мотивам одноимённого романа Джин Хегланд. Главные роли исполняют Эллиот Пейдж и Эван Рейчел Вуд.

## Сюжет
В ближайшем будущем две сестры-подростки, Нелл и Ева, живут в отдалённом доме со своим отцом Робертом. Произошло массовое отключение электроэнергии в масштабах всего континента, которое, по-видимому, является частью технологического коллапса всего мира. Нелл идёт к внедорожнику, чтобы взять фонарь, но случайно оставляет открытой дверь багажника. Батарея автомобиля разряжена, они несколько дней находятся в затруднительном положении. Несколько недель спустя Роберт заводит машину, и они добираются до ближайшего города, где покупают припасы, включая бензин, у человека по имени Стэн, который охраняет магазин. Позже Ева продолжает тренировки по танцам, а её сестра встречается с Илай, мальчиком, в которого она влюблена. Вернувшись домой, они видят застрявшую машину, и отец девочек предлагает помочь пассажирам, но после того, как они размахивают оружием, семья движется дальше. Роберт говорит, что они не вернутся в город, пока не восстановят подачу электроэнергии, но Нелл, желая снова увидеть Илая, негодует. Позже, когда Роберт срубает дерево, болт на бензопиле ослабевает, и он случайно серьезно ранит себе ногу. Девочки слышат его крики и бегут на его поиски, Ева пытается зажать рану, а Нелл использует ремень в качестве жгута. Зная, что он истекает кровью, Роберт говорит девочкам заботиться друг о друге и любить друг друга. Они остаются с мертвым отцом на всю ночь, охраняя тело от животных. На следующий день его похоронили, чтобы дикие свиньи не могли его съесть.
Прошло два месяца, а девушкам не хватает еды. Илай появляется однажды ночью, добравшись пешком в поисках Нелл. Он говорит, что окружающие дома заброшены. Ева расстроена, что Илай использует их ограниченные запасы и говорит Нелл, чтобы она не забеременела. После того, как Нелл и Илай спят вместе в гигантском выдолбленном стволе дерева в лесу, он говорит, что в Бостоне всё ещё может быть электроэнергия и порядок. Он убеждает Нелл пойти с ним. Они уходят, но Ева отказывается идти с ними. Проведя ночь на дороге, Нелл объясняет Илаю, что не может оставить сестру и поворачивает назад. Нелл исследует растения в качестве продуктов питания, лекарств и кормов. Затем у Нелл наступает вечер празднования, когда она подтверждает, что не беременна после свидания с Илай. Однажды, когда Нелл находится в лесу а Ева колет дрова во дворе, возле дома появляется продавец Стэн. Он нападает и насилует её, прежде чем украсть большую часть оставшегося бензина и их внедорожник. Девушки забираются в дом, чтобы не допустить появления новых падальщиков и грабителей. Получив психическую травму, Ева лежит в постели, отказываясь есть. Несколько недель спустя Нелл получает травму, пытаясь переместить камень, и Ева бросается помогать ей. Ева начинает массировать спину Нелл, чтобы помочь ей, рыдая говорит Нелл, что ей очень страшно. На следующее утро Ева, наконец, ест, но её начинает рвать, и вскоре она понимает, что беременна в результате изнасилования. К удивлению Нелл, Ева решила оставить ребёнка, сказав, что больше ничего не хочет терять.
Восемь месяцев спустя подача электроэнергии всё ещё не восстановлена. Нелл ухаживает за беременной Евой и учится охотиться и убивать животных, чтобы обеспечить Еву витамином B12, потому что Ева страдает анемией. Во время сильного дождя, несколько балок крыши дома ломаются. Сёстры бегут в выдолбленное убежище в дереве, где Ева рожает мальчика. Вернувшись в свой разрушенный дом, Ева решает сжечь дом, чтобы любой проходящий мимо мог подумать, что они погибли в огне. Прежде чем поджечь дом, они собирают несколько драгоценных предметов и сувениры и уходят в тёмный лес, чтобы разбить лагерь у полого ствола дерева.

## В ролях
- Эллен Пейдж — Нелл
- Эван Рейчел Вуд — Ева
- Макс Мингелла — Эли
- Каллум Кит Ренни — Роберт
- Майкл Эклунд — Стэн
- Венди Крюсон — мама

## Релиз
Кассовые сборы фильма составили по разным данным от 92 до 132 тыс. $.

## Награды
- Фильм «В изоляции» принёс режиссёру Патрисии Розема премию «Чёрный тюльпан» — награду нидерландского кинофестиваля Imagine[англ.], вручаемую за лучший фантастический художественный фильм[4].
- Монтажёр фильма Мэттью Хэннем удостоился за работу над картиной Премии Гильдии режиссёров Канады[англ.][5].

## Критика
На агрегаторе Rotten Tomatoes фильм имеет 76 %-й рейтинг с «сертификатом свежести», выведенный на основании 51 рецензии. Критический консенсус сайта гласит: «„В изоляции“ объединяет привычный апокалиптический сюжет с внимательным взглядом на взаимоотношения между двумя сёстрами, убедительно воплощёнными Эллен Пейдж и Эван Рейчел Вуд». На агрегаторе Metacritic рейтинг фильма составил 59 баллов из 100 на основании 18 «смешанных или средних» рецензий.
Джон Дефор (The Hollywood Reporter) охарактеризовал «В изоляции» как «высококачественный фильм о выживании, сосредоточенный на семейных связях, а не на жанровых ужасах».
Рецензент блога «Кинотом» под псевдонимом Мейн Хаус отметил из достоинств «В изоляции» «тёплую, ламповую картинку», «заботливое внимание к мелким психологическим и визуальным нюансам» и «целый ряд сильных, чудесно сыгранных сцен», но посетовал на «финальное скатывание фильма в малоосмысленный феминистический бред», загубившее весь потенциал ленты.